# Markus Mizne
Markus Mizne   (Kíiv, 1908 - Nova York, 1994) va ser un pintor i col·leccionista d'art ucraïnès-brasiler. Mizne es va fer conegut per les seves pintures experimentals amb patrons de flors.

## Vida i treball
Markus Mizne va créixer en una família amb inclinacions artístiques i musicals. El seu oncle David Trympolsky, escultor, pintor i conservador de museus de Kíev, el va influir des de l'inici a les obres de Malèvitx i Kandinski.
Va viure a Moscou amb la seva família a principis dels anys vint. La família el va enviar a un internat a Alemanya, on va iniciar-se en l'art modern assistint a cursos de la Bauhaus. Va començar a pintar als 16 anys. Després del seu retorn a Rússia des d'Alemanya el 1931, ell i la seva família es van traslladar a Polònia. El 1932, als 24 anys, va fer un viatge a Teheran i Damasc, a Europa i finalment a París, on es va establir.
El 1935 Markus Mizne i la pianista Felicja Blumental es van casar a Varsòvia, on s'havien conegut uns anys abans. Mizne va pintar a París i era amic de molts artistes, inclòs amb Foujita, van Dongen, Braque, Larionow, Gontscharowa, Pevsner i Fautrier. El 1939 va aconseguir escapar del creixent terror nazi d'Europa al Brasil. El 1962 la família Mizne es va instal·lar de nou a Europa, vivint a París, Milà, Roma i Londres. El 1991 Markus Mizne es va traslladar a Nova York amb la seva filla Annette Celine, on va morir el 1994 (la seva esposa havia mort el 1991).
Va encarnar personalment els inicis de la pintura moderna, la renúncia a la representació convencional i la representació i una nova reivindicació de la realitat. Va formar part del gir cap a l'abstracte i l'espiritual. La llibertat d'expressió d'un artista correspon a l'esforç profund del científic cap a la veritat i al desig del filòsof d'alliberar la gent de les restriccions convencionals. Markus Mizne, el món interior del qual apareix tangible a les seves imatges, va dirigir la seva atenció cap a la realitat del que hi ha dins.
L'art abstracte de Markus Mizne és realment vital i visible per a nosaltres actualment com a documentació d'un esperit invencible; les seves pintures són un desenvolupament més del seu desig interior de llibertat individual i d'un món dominat pel poder espiritual.
Les caratules dels discs enregistrats per la seva esposa Felicja, són totes dibuixades per Markus.